# Tamnay-en-Bazois
Tamnay-en-Bazois és un municipi francès, situat al departament del Nièvre i a la regió de Borgonya - Franc Comtat. L'any 2007 tenia 183 habitants.

## Demografia

### Població
El 2007 la població de fet de Tamnay-en-Bazois era de 183 persones. Hi havia 92 famílies, de les quals 36 eren unipersonals (8 homes vivint sols i 28 dones vivint soles), 32 parelles sense fills, 20 parelles amb fills i 4 famílies monoparentals amb fills.
La població ha evolucionat segons el següent gràfic:
Habitants censats

### Habitatges
El 2007 hi havia 172 habitatges, 91 eren l'habitatge principal de la família, 49 eren segones residències i 32 estaven desocupats. 162 eren cases i 10 eren apartaments. Dels 91 habitatges principals, 67 estaven ocupats pels seus propietaris, 20 estaven llogats i ocupats pels llogaters i 4 estaven cedits a títol gratuït; 2 tenien una cambra, 6 en tenien dues, 22 en tenien tres, 21 en tenien quatre i 40 en tenien cinc o més. 73 habitatges disposaven pel capbaix d'una plaça de pàrquing. A 42 habitatges hi havia un automòbil i a 33 n'hi havia dos o més.

### Piràmide de població
La piràmide de població per edats i sexe el 2009 era:
| Homes | Edats   | Dones |
| ----- | ------- | ----- |
| 0     | 95 o +  | 0     |
| 0     | 90 a 94 | 0     |
| 0     | 85 a 89 | 4     |
| 0     | 80 a 84 | 8     |
| 4     | 75 a 79 | 8     |
| 12    | 70 a 74 | 20    |
| 0     | 65 a 69 | 4     |
| 8     | 60 a 64 | 4     |
| 0     | 55 a 59 | 8     |
| 8     | 50 a 54 | 0     |
| 4     | 45 a 49 | 12    |
| 16    | 40 a 44 | 4     |
| 0     | 35 a 39 | 8     |
| 0     | 30 a 34 | 0     |
| 0     | 25 a 29 | 4     |
| 0     | 20 a 24 | 0     |
| 4     | 15 a 19 | 12    |
| 4     | 10 a 14 | 0     |
| 4     | 5 a 9   | 4     |
| 0     | 0 a 4   | 0     |

## Economia
El 2007 la població en edat de treballar era de 107 persones, 71 eren actives i 36 eren inactives. De les 71 persones actives 59 estaven ocupades (35 homes i 24 dones) i 12 estaven aturades (6 homes i 6 dones). De les 36 persones inactives 12 estaven jubilades, 8 estaven estudiant i 16 estaven classificades com a «altres inactius».

### Ingressos
El 2009 a Tamnay-en-Bazois hi havia 95 unitats fiscals que integraven 180 persones, la mediana anual d'ingressos fiscals per persona era de 13.533 €.

### Activitats econòmiques
Dels 13 establiments que hi havia el 2007, 1 era d'una empresa de fabricació d'altres productes industrials, 4 d'empreses de construcció, 6 d'empreses de comerç i reparació d'automòbils, 1 d'una empresa de transport i 1 d'una empresa d'hostatgeria i restauració.
Dels 4 establiments de servei als particulars que hi havia el 2009, 1 era una oficina de correu, 1 taller de reparació d'automòbils i de material agrícola, 1 lampisteria i 1 electricista.
Dels 4 establiments comercials que hi havia el 2009, 3 eren botigues d'equipament de la llar i 1 una botiga de material de revestiment de parets i terra.
L'any 2000 a Tamnay-en-Bazois hi havia 5 explotacions agrícoles.

## Poblacions més properes
El següent diagrama mostra les poblacions més properes.